# پوکمون فیلم ۲۰۰۰
پوکمون فیلم ۲۰۰۰ (انگلیسی: Pokémon the Movie 2000) یک فیلم پویانمایی ژاپنی فانتزی ماجراجویی به کارگردانی کونیهیکو یویاما محصول سال ۱۹۹۹ است.